# Финеево
Финеево — деревня в Киржачском районе Владимирской области России. Входит в состав Першинского сельского поселения.

## География
Деревня расположена на автодороге Киржач — «Волга» в 16 км на юг от райцентра города Киржач.

## История
По данным на 1860 год сельцо принадлежало Надежде Михайловне Де-Витте.
В конце XIX — начале XX века деревня являлась центром Финеевской волости Покровского уезда.
В XIX — начале XX века сельцо относилось к Богородскому церковному приходу.
С 1929 года село являлось центром Финеевского сельсовета Киржачского района, с 1971 года — в составе Песьяновского сельсовета, с 1991 года — в составе Федоровского сельсовета.

## Население
| 1859 | 1897 | 1905 | 1926 | 2002 | 2010 | 2021 |
| ---- | ---- | ---- | ---- | ---- | ---- | ---- |
| 556  | ↗684 | ↗803 | ↘761 | ↘30  | ↗58  | ↗62  |

## Известные уроженцы, жители
- Иванов, Андрей Константинович (1880—1968) — русский и советский архитектор.
- Родин, Роман Андрианович (1923—1994) — советский и российский учёный-горняк, автор теории процесса разрушения хрупких и упруго-хрупких горных пород. Доктор технических наук, профессор Московского горного института.

## Инфраструктура
Личное подсобное хозяйство с зоной сельскохозяйственного использования, индивидуальная застройка усадебного типа.

## Транспорт
Деревня доступна автомобмильным и железнодорожным транспортом.
Непосредственно к деревне с западной стороны примыкает остановочный пункт/пассажирская платформа Большого кольца Московской железной дороги 157 км.